# Juan Carlos Grueso
Juan Carlos Grueso (Cali, Valle del Cauca, Colombia; 31 de octubre de 1970) es un entrenador de fútbol colombiano; que ha desarrollado la mayor parte de su carrera dirigiendo las divisiones inferiores del América de Cali.

## Trayectoria
Es Ingeniero de profesión y fue futbolista de las reservas del Deportivo Cali en la década de los 80; sin embargo, una grave lesión lo marginó de las canchas.[cita requerida]
Empezó su carrera dirigiendo las divisiones inferiores de América de Cali en los años 1990, aunque también dirigió algunos clubes de la Categoría Primera B, como Bogotá F.C. (equipo del cual es además socio fundador) durante las temporadas 2005 y 2006, luego estuvo en Depor F.C., sin embargo con ninguno de los 2 equipos tuvo los resultados esperados.
En la temporada 2007 recibe la dirección técnica del Patriotas, y aunque tuvo la oportunidad de traer su propio equipo de trabajo (cuerpo técnico y jugadores), el esfuerzo de las directivas no fue bien recompensado, ya que el equipo fue eliminado del torneo inicial, por lo cual fue destituido para el finalización del 2008.
Luego de dirigir varias temporadas en Segunda División; regreso como director deportivo al América Pedro Sellares (2008), para que en noviembre de 2009 y tras la destitución de Diego Edison Umaña recibe en propiedad la dirección técnica del primer equipo de América de Cali; si bien tuvo más de 3 meses de pretemporada y los resultados en los amistosos fueron excelentes, el arranque en el torneo apertura no fue el mejor y tras 15 fechas disputadas solo ganó 3, empató 3, y perdió 8 juegos que sumados a los problemas económicos de la institución terminaron por hacerlo renunciar en marzo de 2010.
No obstante y pese a diversos líos judiciales que tuvo con las directivas de América; es el actual entrenador de la Pedro Sellares que obtuvo el título de campeón en la Copa El País durante la temporada 2011.
En el año 2025 vuelve como entrenador del equipo estrellas del norte de cali

## Clubes
| Club                   | País     | Año           |
| ---------------------- | -------- | ------------- |
| América Pedro Sellares | Colombia | 1996 - 2004   |
| Bogotá F.C.            | Colombia | 2005 - 2006   |
| Depor Aguablanca       | Colombia | 2007          |
| Patriotas Boyacá       | Colombia | 2007          |
| América Pedro Sellares | Colombia | 2008-2009     |
| América de Cali        | Colombia | 2010          |
| América Pedro Sellares | Colombia | 2011-presente |